# Sukhoj Su-30
Sukhoj Su-30 ((russisk: Сухой Су-30), NATO-rapporteringsnavn Flanker-C) er et multirolle-jagerfly udviklet af Sovjetunionen og er i brug i dagens Rusland. Su-30 er som flere andre fly baseret på Sukhoj Su-27, og er dermed en del af Sukhoj Su-27-familien. Su-27 teknologien giver flyet gode luftkamp-egenskaber, mens modellen i sig selv er specialiseret for at angribe mål på jorden. Flyet kan sammenlignes med USAs F/A-18E/F Super Hornet og F-15E Strike Eagle.

## Varianter
Flyet er en moderniseret version af Su-27B og har flere varianter. Både Su-30K- og Su-30MK-serierne har haft kommerciel succes.
Den mest avancerede Su-30-variant i tjeneste er Su-30MKI – Su-30MK-varianten til Indien. Denne og videreudviklingene af den er særdeles specialiseret. Su-30MK-serien har lang rækkevidde og anses for at være et af de mest avancerede russisk-designede fly, der er i tjeneste i dag.

## Operatører
- Rusland
- Indien
- Kina
- Algeriet
- Malaysia
- Venezuela
- Vietnam